# Bas Smets
Bas Smets (Hasselt, 1975) Smets is een Belgisch landschapsarchitect, groeide op in Tervuren in de buurt van het Geografisch Arboretum dat hem geweldig inspireerde . Met zijn Brusselse Bureau Bas Smets' ontwerpt hij alle soorten openluchtruimtes.

## Beroepscarrière
```
In 1999 studeert Bas Smets af als burgerlijk ingenieur-architect aan de 
Katholieke Universiteit Leuven
 en behaalde een postgraduaat in landschapsarchitectuur in 
Genève
. Hij werkte zeven jaar in 
Parijs
 voor landschapsarchitect 
Michel Desvigne
, waar hij samenwerkte met 
I.M. Pei
, 
Rem Koolhaas
 en 
Norman Foster
.
[
2
]
 In 2007 richtte hij het Bureau Bas Smets (BBS) op in Brussel.
```

In die stad creëerde het bureau het Thurn en Taxispark op het terrein van een voormalig goederenstation. Voor de film C.H.Z. (Continuously Habitable Zones) van de Franse kunstenaar Philippe Parreno maakte hij op locatie in Portugal een landschap als van een planeet beschenen door twee zonnen. Via hem kwam Smets in contact met Maja Hoffmann, voor wiens LUMA Foundation hij een creatieve campus in Arles creëerde. Daarvoor werd grond aangevoerd om bovenop de bestaande betonplaten een kunstmatig duinenlandschap van 41.800 m² aan te leggen. Er kwamen een vijver en 140 lokale plantensoorten. Het aanplantingsproces nam tien jaar in beslag, waarbij via pioniersgewassen de aanplant van edele boomsoorten werd versneld.
In 2016 ontwierp Smets in het Brusselse Zoniënwoud het Memorial 22/03, een gedenkteken voor de aanslagen van 2016. Drie jaar later realiseerde hij op het Noorse eiland Utøya, in samenwerking met het architectenbureau Manthey Kula en Matthias Ekman, de herdenkingsplek voor de slachtoffers van de aanslag op het socialistische jeugdkamp uit 2011.
In 2017 was Bas Smets curator van de Agora-biënale in Bordeaux.
In 2021 had het bureau grote projecten op stapel in Lyon (stadsbossen rond station Part-Dieu), Brussel (masterplan Noord-Zuidverbinding), Machelen (Broeklin), Antwerpen (Scheldeboorden op Linkeroever/Nieuw Zuid), Genk (vergroening van de stadskern) en Amagansett (sculpturenpark).
Eind juni 2022 raakte bekend dat Smets de wedstrijd won om de omgeving van de Parijse Notre-Dame na de verwoestende brand te hertekenen. De voorgestelde ingrepen ogen eerder bescheiden: twee trappen bieden een toegang tot een ondergrondse promenade die aansluit op de crypte en de Seine. De bovengrondse stenen omgeving wordt klaargemaakt voor warm en onvoorspelbaar weer met 131 extra bomen en een dunne waterfilm op het plein.
Bureau Bart Smets werd in 2022 aangesteld als leider van het multidisciplinaire ontwerpteam dat het Namenmonument en de herinrichting van het openbaar domein aan de Scheldekaaien nabij het Loodswezen in Antwerpen zal ontwikkelen.

## Realisaties (selectie)
- Het park van het Estse Nationale Museum in Tartu (2008-2014)
- Stationsplein, Roeselare (2009-2010)
- Ruimte rond Kortrijk Xpo (2008-2010), met Office Kersten Geers David Van Severen
- Thurn en Taxispark, Brussel (2009-2017)
- Publieke ruimte rond de Tour Trinity, Parijs (2011-2020)
- Sint-Lazarusplein en omgeving, Sint-Joost-ten-Node (2012-2020)
- Landschappelijke integratie van de A11 rond Brugge en Knokke (2013-2017)
- Memorial 22/3, Bosvoorde (2017)
- Parc des Ateliers, Arles (2017-2021), met Frank Gehry
- Sint-Gillisvoorplein (2018)
- Hangende binnentuin van The Mandrake Hotel in Londen, met Manolo and White (2019)

## Onderscheidingen
- Médaille de l'Urbanisme van de Franse Académie d'Architecture (2018)
- Ahead Global Award, categorie Landscape and Outdoor Spaces (2019)
- Vlaamse Ultima voor Algemene Culturele Verdienste (2024) [6]

## Voetnoten
1. ↑  Renata Libal, Bas Smets, l'architecte du paysage, https://encore-mag.ch/bas-smets-ville-verte, geraadpleegd 26 juli 2025.
2. 1 2  'In een landschap draait het niet om mijn ego', De Tijd, 26 mei 2017
3. ↑  Bas Smets deconstrueert Bruegel, BRUZZ, 8 juni 2019
4. ↑  ‘We moeten de natuur weer binnenbrengen in de stad’, De Standaard, 14 augustus 2021
5. ↑   Belgische architect mag omgeving Notre-Dame hertekenen, De Standaard, geraadpleegd op 27 juni 2022.
6. ↑   Geert Sels, Bas Smets maakt steden weerbaar tegen klimaatopwarming, in: De Standaard, 22 april 2024.